# Fomalhaut A
Fomalhaut (alpha Piscis Austrini) is de helderste ster in het sterrenbeeld Zuidervis (Piscis Austrinus).
De ster staat ook bekend als Os Piscis Meridiani, Os Piscis Notii, Difda als Auwel en ‘de eerste kikker’. De tweede ‘kikker’ is Deneb Kaitos in het sterrenbeeld Walvis. Gezien vanuit de Beneluxlanden klimt Fomalhaut tijdens het culmineren nooit hoger dan 9 graden boven de zuidelijke horizon. Fomalhaut kan gemakkelijk worden opgespoord met behulp van de sterren α en β Pegasi (Markab en Scheat) die de twee westelijke sterren van het herfstvierkant vormen. De verticale verbindingslijn tussen deze twee sterren dient verder zuidwaarts getrokken te worden om aldus tot bij Fomalhaut te komen.
Fomalhaut is een driedubbelster (tripelster) met naast de hoofdster, Fomalhaut A, de oranje ster Fomalhaut B (ook bekend als TW Piscis Austrini) en de rode dwerg Fomalhaut C. De afstand tussen Fomalhaut A en B is 2 graden aan de hemel. Fomalhaut C is 5,5 graden verwijderd van Fomalhaut A, maar blijkt er toch door zwaartekracht mee verbonden te zijn en omheen te draaien.

## Kenmerken

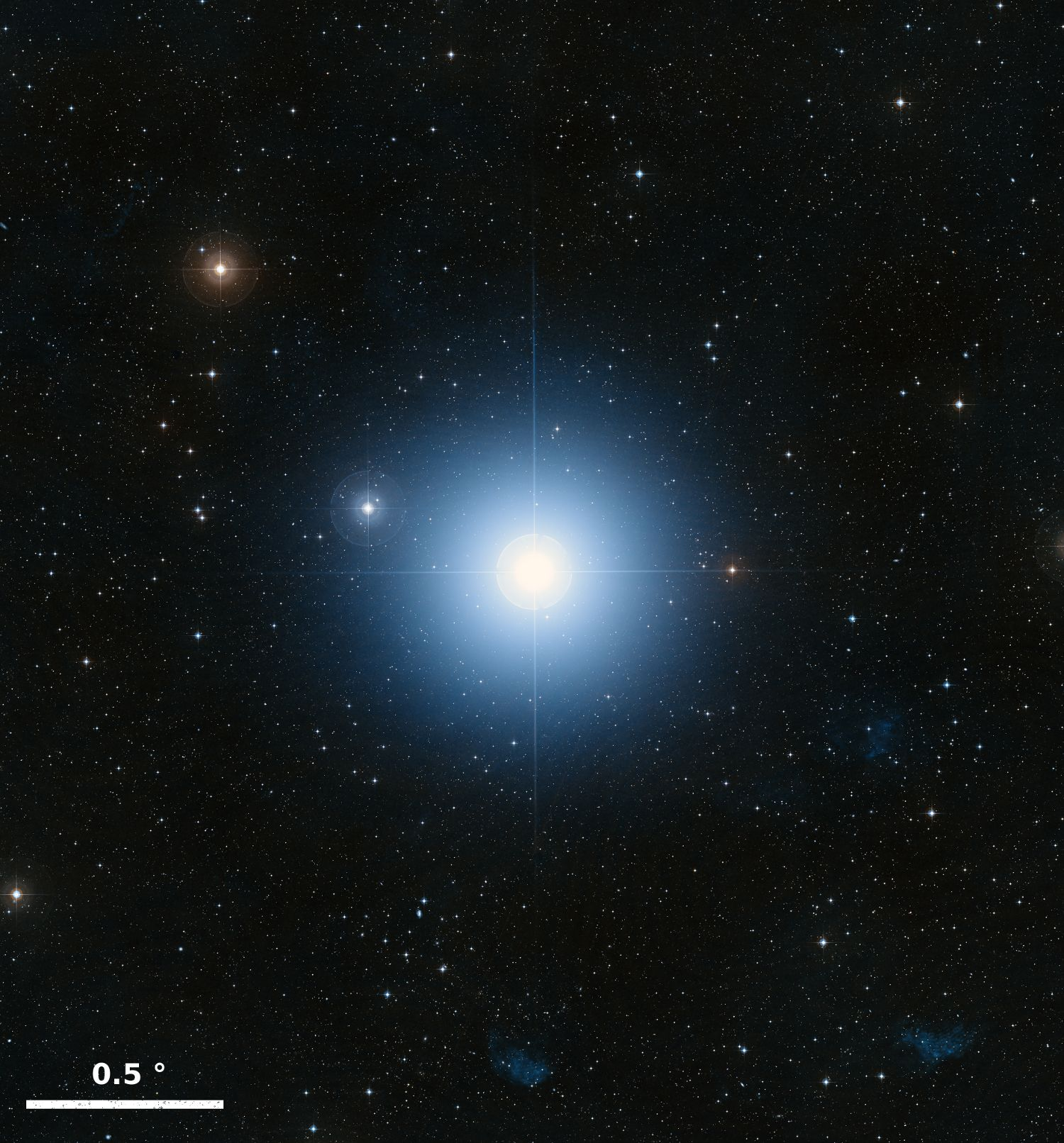
Fomalhaut

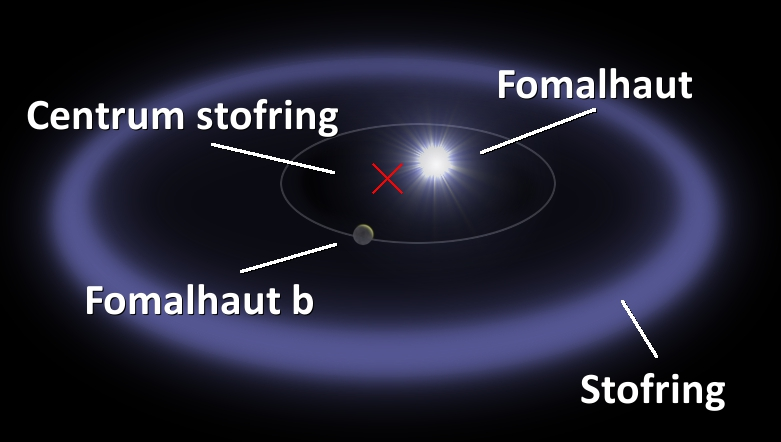
Schematische weergave van de stofring

Fomalhaut A kent in ieder geval één planeet, genaamd Fomalhaut b (niet te verwarren met de ster Fomalhaut B). Deze is op 13 november 2008 bevestigd door middel van directe waarnemingen door de Hubble ruimtetelescoop. In april 2020 lijkt een nadere analyse van bestaande en nieuwe gegevens uit te wijzen dat Fomalhaut b een botsing heeft ondergaan – waardoor niet een vaste planeet te zien is, maar mogelijk een uitdijende stofschijf op de plaats waar Fomalhaut b zich zou moeten bevinden.
Fomalhaut lijkt een zeer jonge ster. Eerder werd deze ster zo'n 200 miljoen jaar oud geschat. Latere studies met behulp van ALMA (Atacama Large Millimeter Array) leidde tot een nieuwe schatting van 440 miljoen jaar oud.  De temperatuur aan de oppervlakte van de ster is zo'n 8500 kelvin. De ster heeft een massa van 2,3 zonnemassa's, is 15 keer zo helder als de zon en heeft een ongeveer 1,7 keer zo grote diameter.

## Schijf en planeet
In 1983 werd door de Nederlands/Amerikaanse satelliet IRAS een torusvormige schijf van stof rond de ster ontdekt. De schijf wordt soms aangeduid als de "Kuipergordel van Fomalhaut". In juni 2005 werd de ring voor het eerst waargenomen in zichtbaar licht. Op deze foto's, waarop de schijf sterk doen denken aan het oog van Sauron (uit de verhalen van Tolkien), is te zien dat het centrum van de schijf zich op zo'n 15 AE (een afstand van ongeveer de halve diameter van het zonnestelsel) van de ster bevindt. Deze afwijking was niet te verklaren met het zwaartekrachtsveld van Fomalhaut alleen. Dit, en het feit dat de schijf een scherp aftekenende binnenrand heeft, konden het best verklaard worden met de aanwezigheid van een planeet aan de binnenzijde van de ring. Deze werd uiteindelijk in november 2008 ontdekt.
De foto's van juni 2005 duidde echter niet alleen op het bestaan van een planeet, maar ook op een maximale grootte ervan. Men dacht dat als de planeet groter zou zijn dan 5 Jupitermassa's, dat deze warm genoeg zou moeten zijn om op de foto's zichtbaar te zijn, wat uiteindelijk in november 2008 ook bleek met de ontdekking van Fomalhaut b. Ook al wordt de massa van deze planeet wel kleiner geschat, zo rond die van Jupiter.
De binnenrand van de schijf bevindt zich op een radiaalafstand van 133 AE en maakt een glooiingshoek van 24 graden met de ster.